# Nord-Aurdal
Nord-Aurdal és un municipi situat al comtat d'Innlandet, Noruega. Té 6.458 habitants (2016) i té una superfície de 907 km². El centre administratiu del municipi és el poble de Fagernes. El municipi és servit per l'aeroport de Fagernes-Leirin. Nord-Aurdal també inclou una estació d'esquí alpí anomenada Valdres Alpinsenter.

## Informació general
La parròquia de Nordre Aurdal va ser establerta com a municipi l'1 de gener de 1838. L'àrea de Nordre Etnedal va ser traslladada de Nord-Aurdal al municipi veí d'Etnedal l'1 de gener de 1894.

### Nom
La forma en nòrdic antic del nom era Aurardalr. El primer element és el genitiu de l'anterior nom del riu Aur (ara es diu Bøaelva) i l'últim element és dalr que significa "vall". El nom antic del riu deriva d'aurr que significa "grava". El nom va ser canviat de Nordre-Aurdal a Nord-Aurdal a principis del segle xx. Tant Nordre com nord signifiquen "nord", de manera que el nom de Nord-Aurdal significa "el nord d'Aurdal".

### Escut d'armes

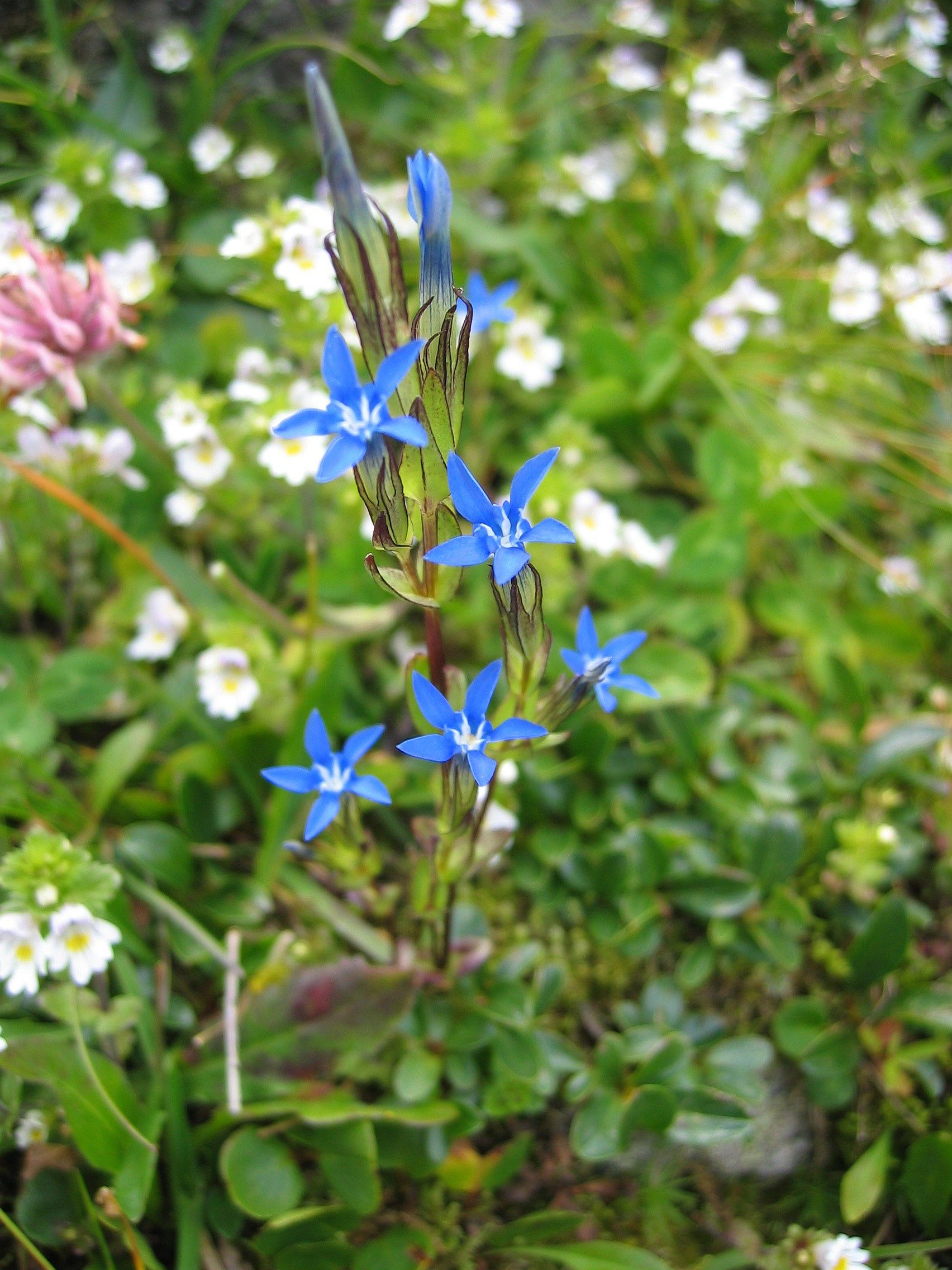
Genciana nival

L'escut d'armes és modern. Se'ls hi va concedir per reial decret el 20 de desembre de 1985. L'escut mostra tres flors de color blau de l'espècie genciana nival sobre un fons groc. Les flors, que són conegudes localment com "els ulls blaus de Crist", creixen en abundància a la zona. L'elecció de tres flors es va triar per representar els tres principals assentaments del municipi: Aurdal, Fagernes, i Leira. Aquest tipus de flor s'obre només amb la llum del sol i amb la calor, sent triada també per a simbolitzar la positivitat.

## Geografia
El municipi Nord-Aurdal es troba al nord del municipi de Sør-Aurdal, a l'est d'Etnedal i Gausdal, al sud d'Øystre Slidre i Vestre Slidre i a l'oest de Hemsedal i Gol (ambdós al comtat de Buskerud.
El municipi es troba al costat occidental del comtat d'Oppland. Nord-Aurdal és part del tradicional districte de Valdres a la part central del sud de Noruega, situat entre les valls de Gudbrandsdal i Hallingdal.
El punt més alt de Nord-Aurdal és el mont Djuptjernkampen, de 1.325 metres d'altitud. Al voltant del 50% de l'àrea del municipi està per sobre dels 900 metres. El Tisleifjorden i el Aurdalsfjorden són dos grans llacs interiors que es troben a Nord-Aurdal.

## Atraccions
El museu de Valdres està situat just als afores de Fagernes i inclou grans col·leccions de cases antigues, tèxtils, i instruments musicals.

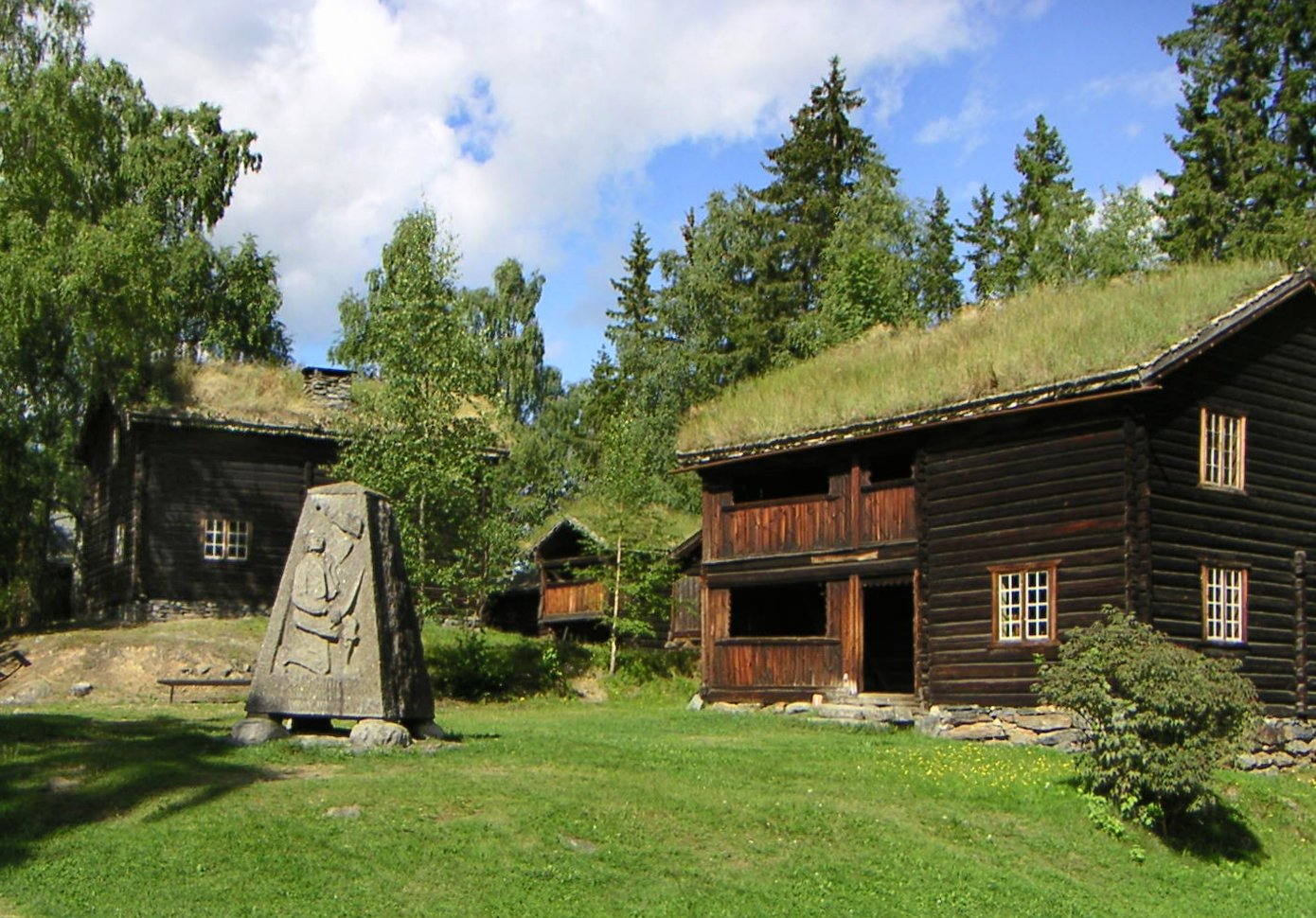
Valdres Folkemuseum
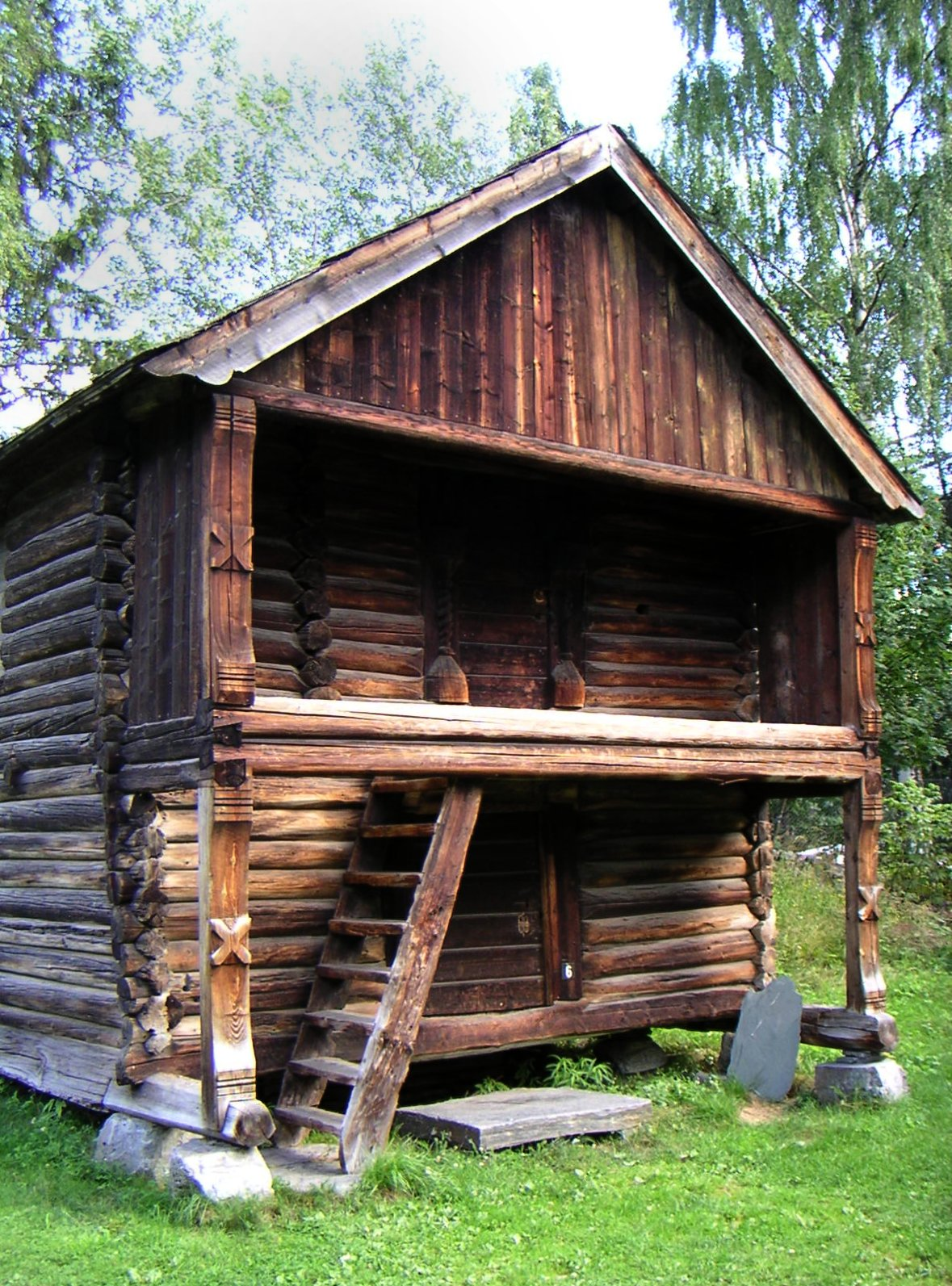
Valdres Museum
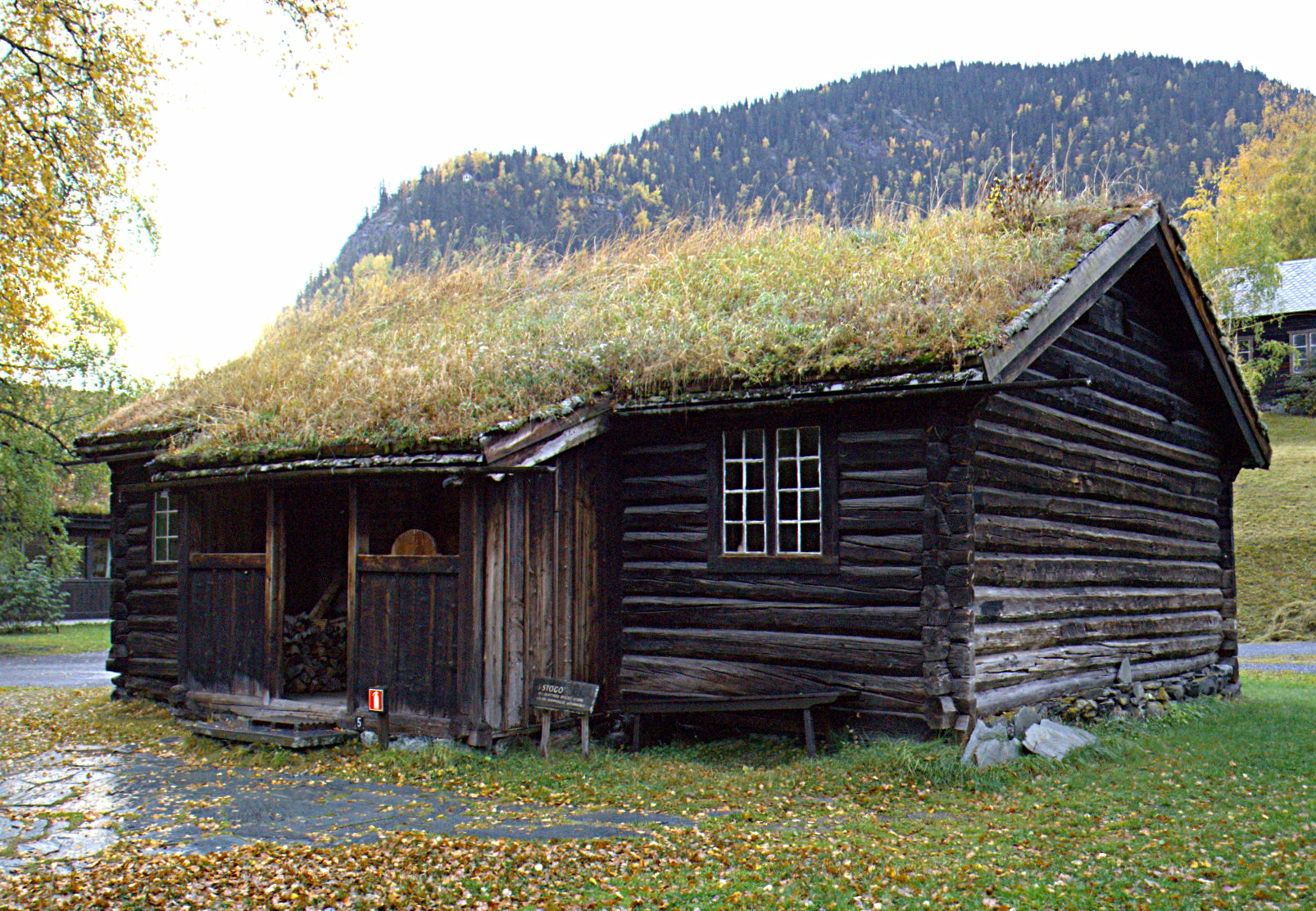
Skattebustugu

## Agermanaments
Nord-Aurdal manté una relació d'agermanament amb les següents localitats:
- - Kouvola, Etelä-Suomi, Finlàndia
- - Lidköping, Comtat de Västra Götaland, Suècia
- - Skanderborg, Regió de Midtjylland, Dinamarca